# 山口草堂
山口草堂（やまぐち そうどう、1898年7月27日 - 1985年3月3日）は、日本の俳人。本名・太一郎。大阪府出身。

## 来歴
大阪市生。早稲田大学文学部独文科を病により中退。文学仲間とともに句会をつくり「山茶花」に投句をはじめ、1931年に「馬酔木」に入門、水原秋桜子に師事。同年、大阪馬酔木会を興す。1934年、馬酔木賞受賞。1935年、「馬酔木」同人。同年、大阪馬酔木会会報を前身として「南風」を創刊・主宰。1968年、句集『行路抄』跋文に「俳句はわたくしにとって『生きる証し』となった」と書き、「生きる証としての俳句」の提唱者となる。1977年、『四季蕭嘯』で第11回蛇笏賞受賞。1979年、大阪市民文化功労賞受賞。1984年、「南風」主宰を鷲谷七菜子に譲り、同名誉主宰に就任。1985年3月3日、心不全により死去。

## 著書
- 『歸去來 句集』交蘭社 1940
- 『行路抄 山口草堂第三句集』南風俳句會 1968
- 『四季蕭嘯 句集』牧羊社 1977
- 『白望 山口草堂第五句集』永田書房 1985
- 『春日丘雑記』牧羊社 1986
- 『山口草堂全句集』花神社 2001

## 関連書籍
- 鷲谷七菜子編著『昭和俳句文学アルバム 山口草堂の世界』梅里書房 1990

## 参考
- コトバンク
- 『日本近代文学大事典』講談社、1984年。